# FR F2
El FR F2 (acrónimo de Fusil à Répétition modèle F2, Fusil de Repetición modelo F2 en francés) es el fusil de francotirador estándar de las Fuerzas Armadas francesas. Fue diseñado para disparar a blancos situados a distancias de más de 800 metros. 

## Diseño
El FR F2 es una acualización del fusil de francotirador FR F1. Fue fabricado por MAS (acrónino de Manufacture d'armes de Saint-Étienne, una de varias fábricas de armas estatales de Francia). MAS ahora pertenece a GIAT Industries, que ha sido renombrada como NEXTER. 
El cañón del fusil está térmicamente protegido en su mayor parte por una funda de polímero. Es de tipo flotante y está equipado con una bocacha apagallamas. Emplea una configuración bípode-culata diferente a la de su predecesor, con el primero montado delante del cajón de mecanismos. Los estudios efectuados por la GIAT condujeron a la adopción de un nuevo cañón con ánima cónica y tres estrías. Al afinar los primeros 100 mm del ánima desde la recámara y en la boca del cañón, se redujo el desgaste del cañón producido por el paso de los gases del disparo y la bala en el ánima.
El seguro del fusil está situado detrás del gatillo.
Dispara el cartucho 7,62 x 51 OTAN y está equipado con una mira telescópica estándar, que en el Ejército francés puede ser una APX L806 o SCROME J8, Nightforce NSX (Fuerza Aérea) o Schmidt & Bender 6x42 mil-dot (Armada). También tiene alza y punto de mira.
Este fusil también es suministrado como parte del sistema de combate de infantería FÉLIN, equipado con una mira Sagem Sword Sniper 3-en-1, que funciona como mira telescópica, mira termográfica y telémetro láser. El FR F2 emplea el mismo tipo de cerrojo que el viejo MAS-36, pero que ha sido modificado y reforzado para reducir las torsiones que afectan su precisión. 

## Historia
En agosto de 2018, el gobierno francés emitió las especificaciones para un reemplazo del FR F2.

## Usuarios
- Francia: Fuerzas Armadas de Francia.[4]
- Estonia: fue reemplazado por el Sako TRG.[5]
- Lituania: Fuerzas Armadas de Lituania.[6]

## Imágenes

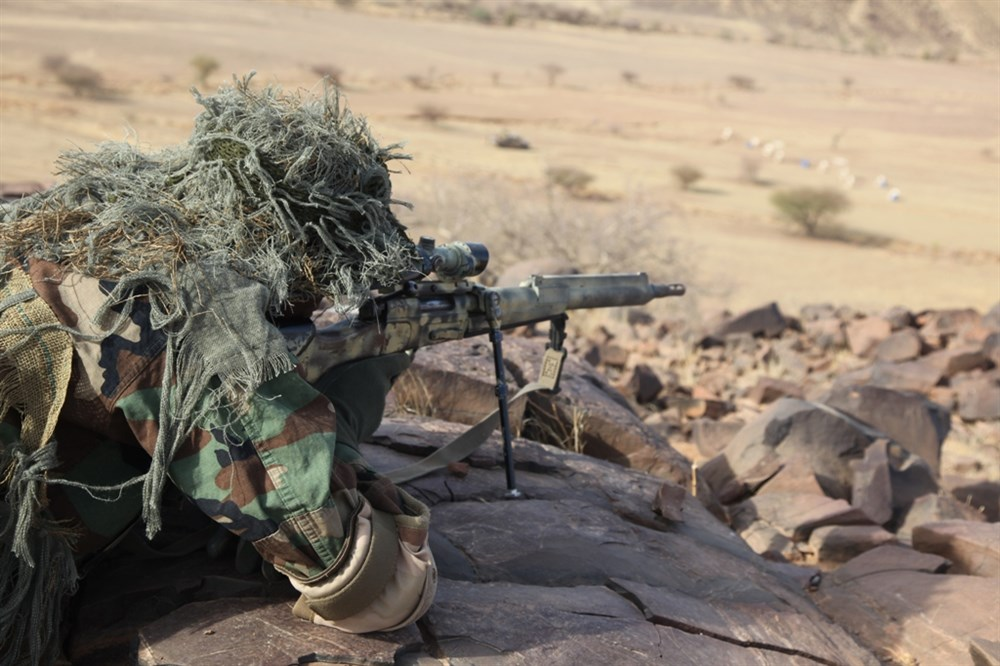
Francotirador senegalés con su FR F2 durante las maniobras Flintlock 2013.
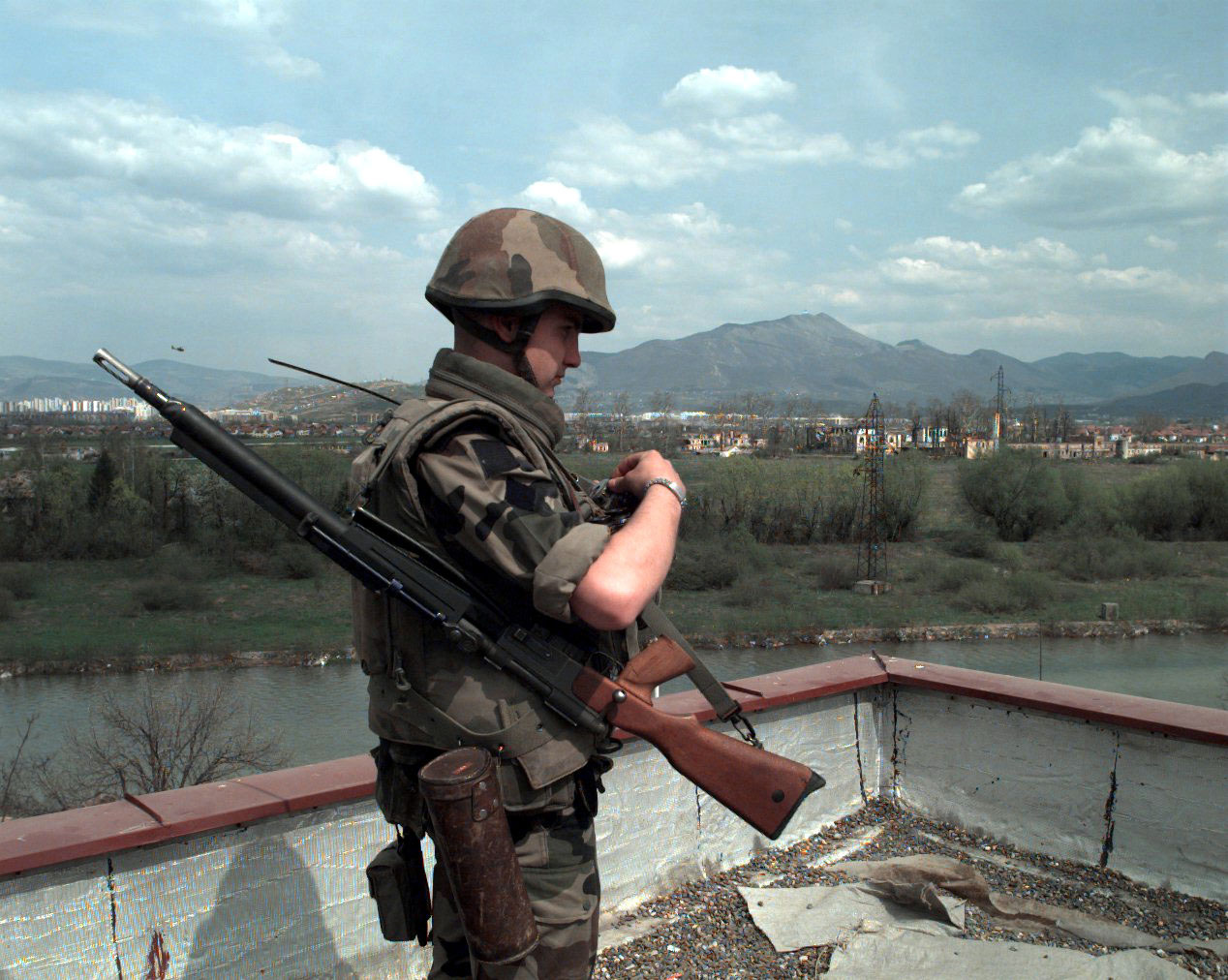
Soldado francés del Cuerpo de Reacción Rápida, de guardia con un FR F2.
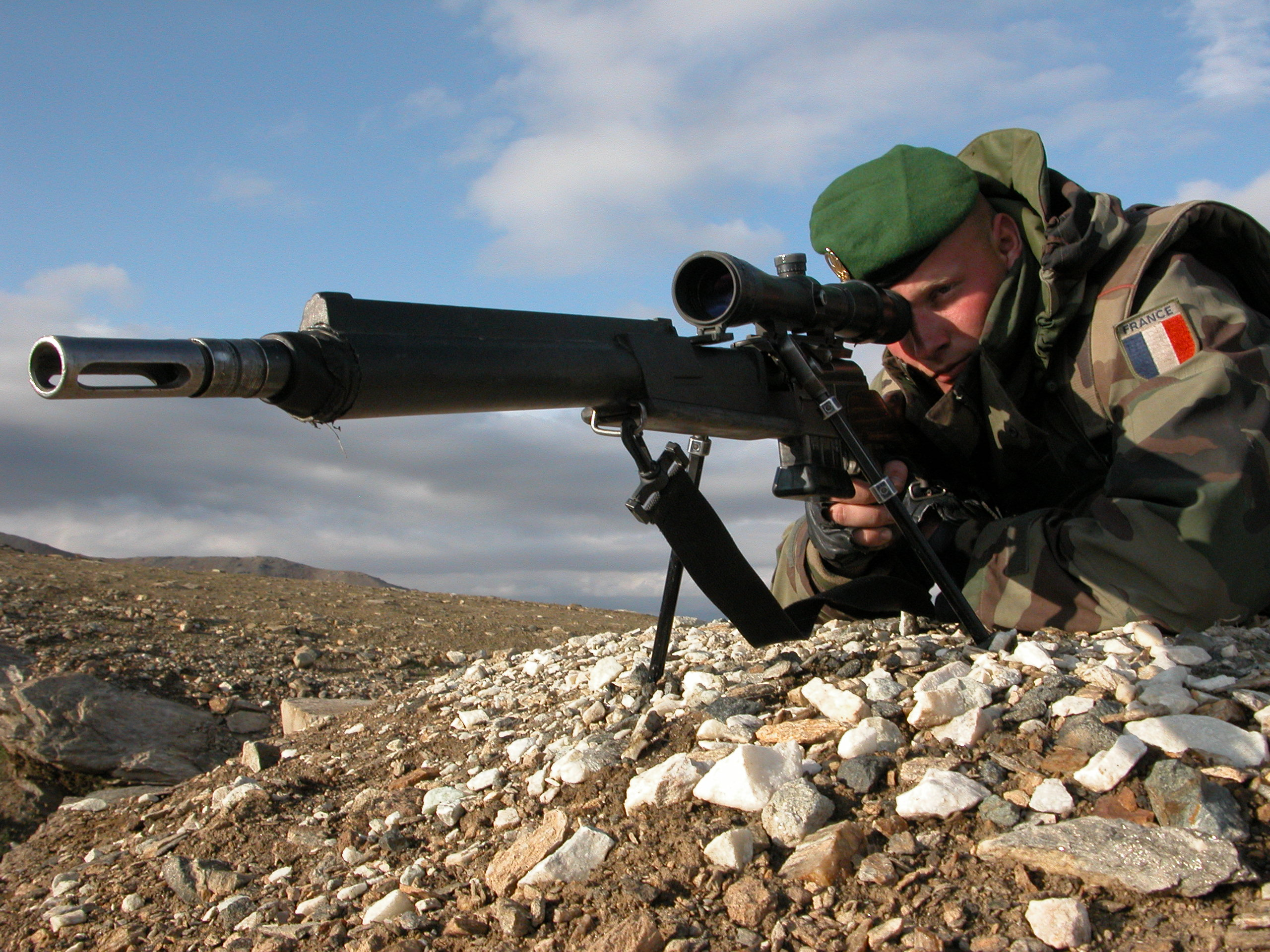
Legionario francés usando un FR F2 en Afganistán.
Diseño de la retícula de una mira telescópica SCROME J8.
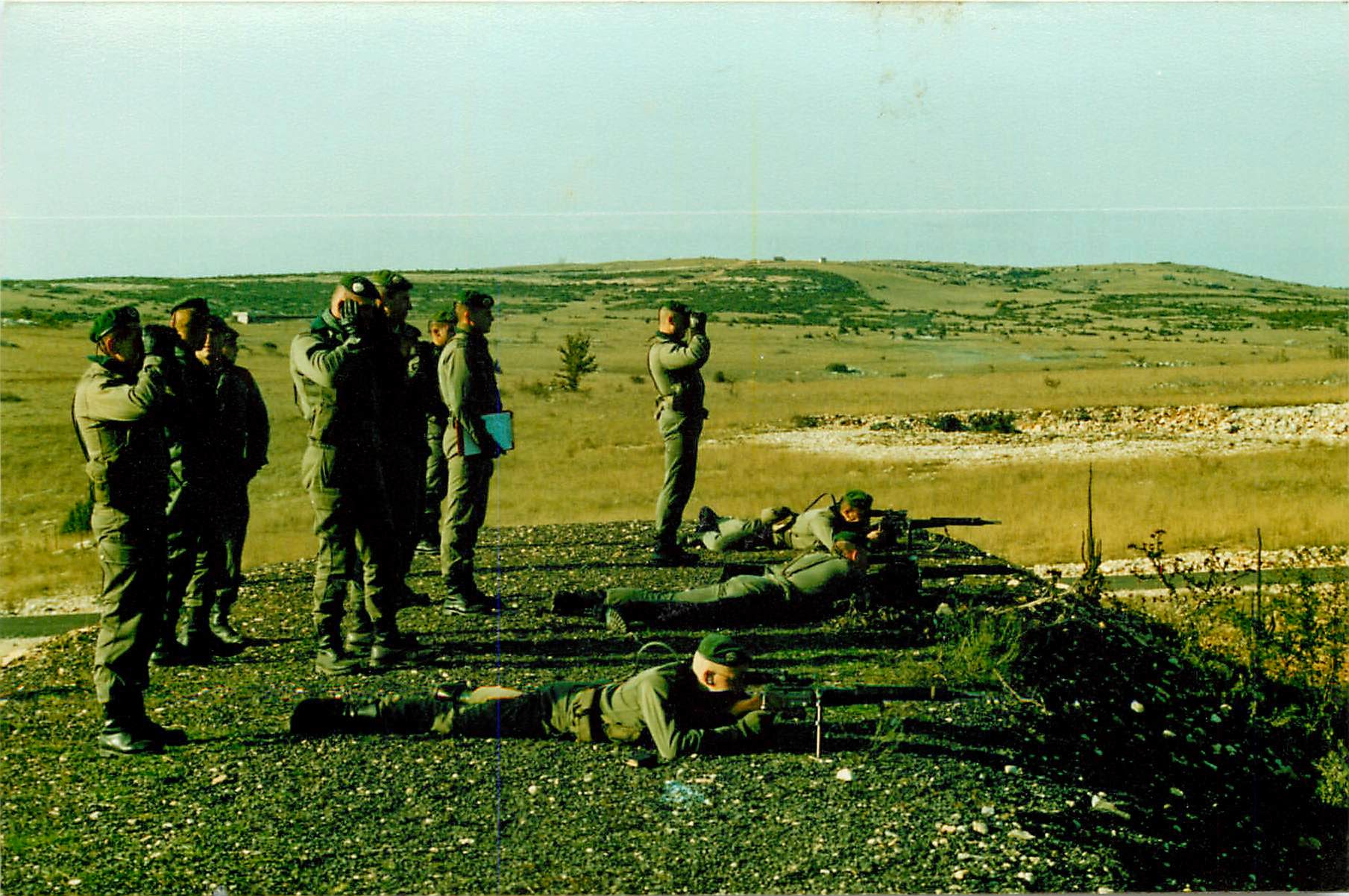
Legionarios franceses entrenándose en el uso del FR F2.
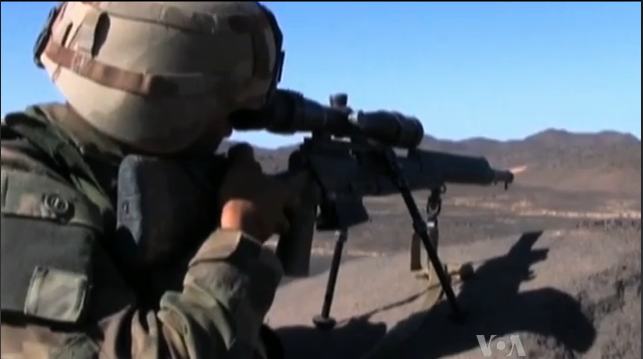
Francotirador con su FR F2 durante la Batalla de Ifoghas en Malí.